# Pfarrhaus (Strasburg)

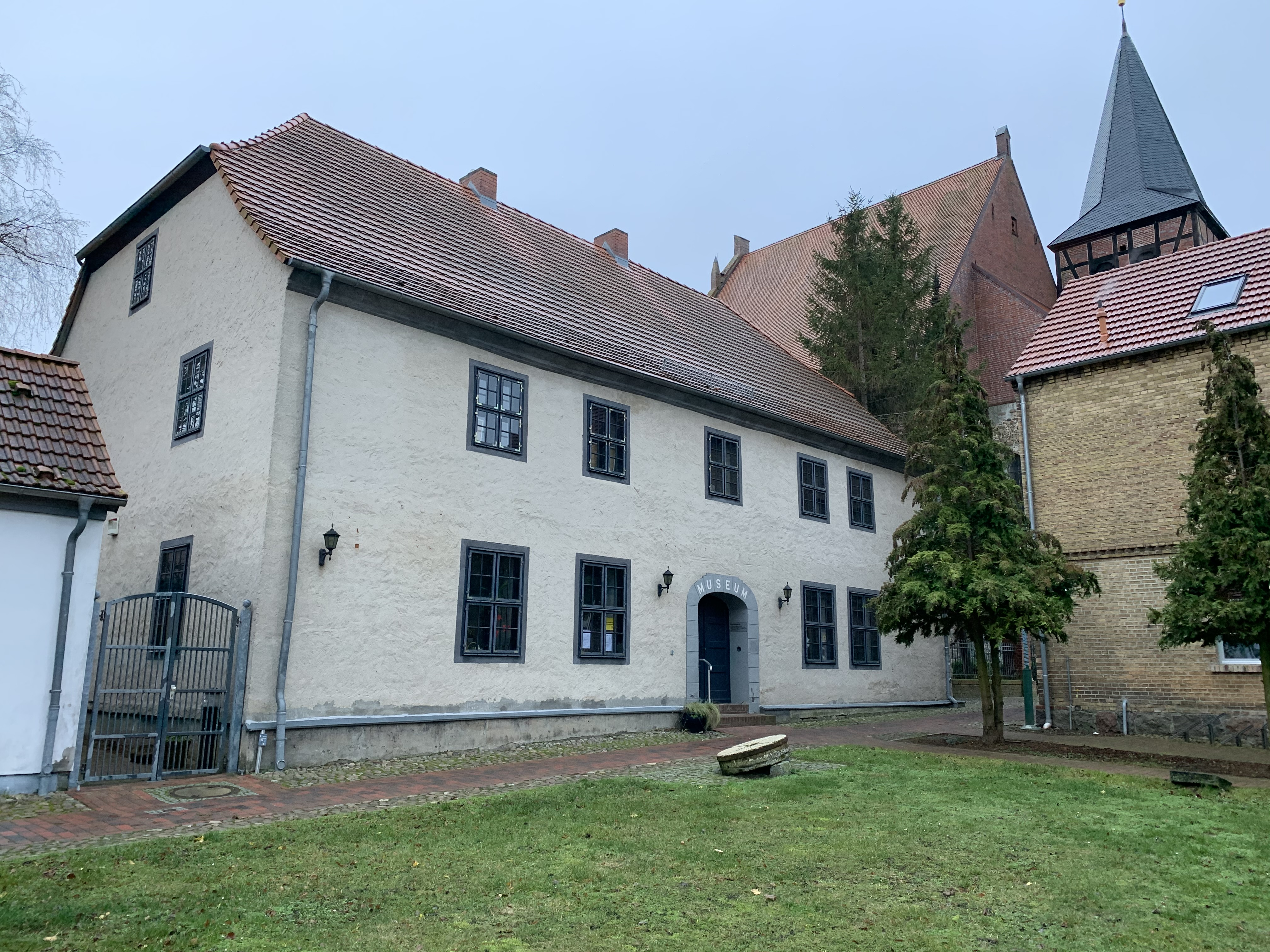
Pfarrhaus in Strasburg (Uckermark)

Das ehemalige Pfarrhaus, auch Suhrsches Waisenhaus genannt, in Strasburg (Uckermark),  im Landkreis Vorpommern-Greifswald in Mecklenburg-Vorpommern, Pfarrstraße 22 a, wurde 1760 gebaut. Hier ist heute das Heimatmuseum.
Das Gebäude steht unter Denkmalschutz.

## Lage
Die Pfarrstraße verläuft in West-Ost-Richtung im nördlichen Bereich des historischen Stadtkerns. Von ihr zweigt ein Gehweg in südlicher Richtung zur Kirche St. Marien ab. Das Bauwerk steht östlich dieses Weges auf einem Grundstück, das nicht eingefriedet ist.

## Geschichte
Das zweigeschossige fünfachsige verputzte barocke Gebäude von 1760 mit dem mittigen Portal einem Krüppelwalmdach wurde ab 1763 als Schule genutzt. Im Zuge der Industrialisierung stieg die Bevölkerungsanzahl Ende des 19. Jahrhunderts stark an. Die Stadt baute deshalb 1895 wenige Meter weiter nordwestlich die Rote Schule. Das frei gewordene Gebäude wurde mit Stiftungsmitteln des Ehepaares Suhr umgebaut und 1899 als Waisenhaus genutzt. Nach dem Ende des Zweiten Weltkrieges diente es von 1948 bis 1975 zunächst als Schule, danach als Heimatmuseum der Stadt. Es wurde 1996 im Rahmen der Städtebauförderung saniert.

## Ausstellung

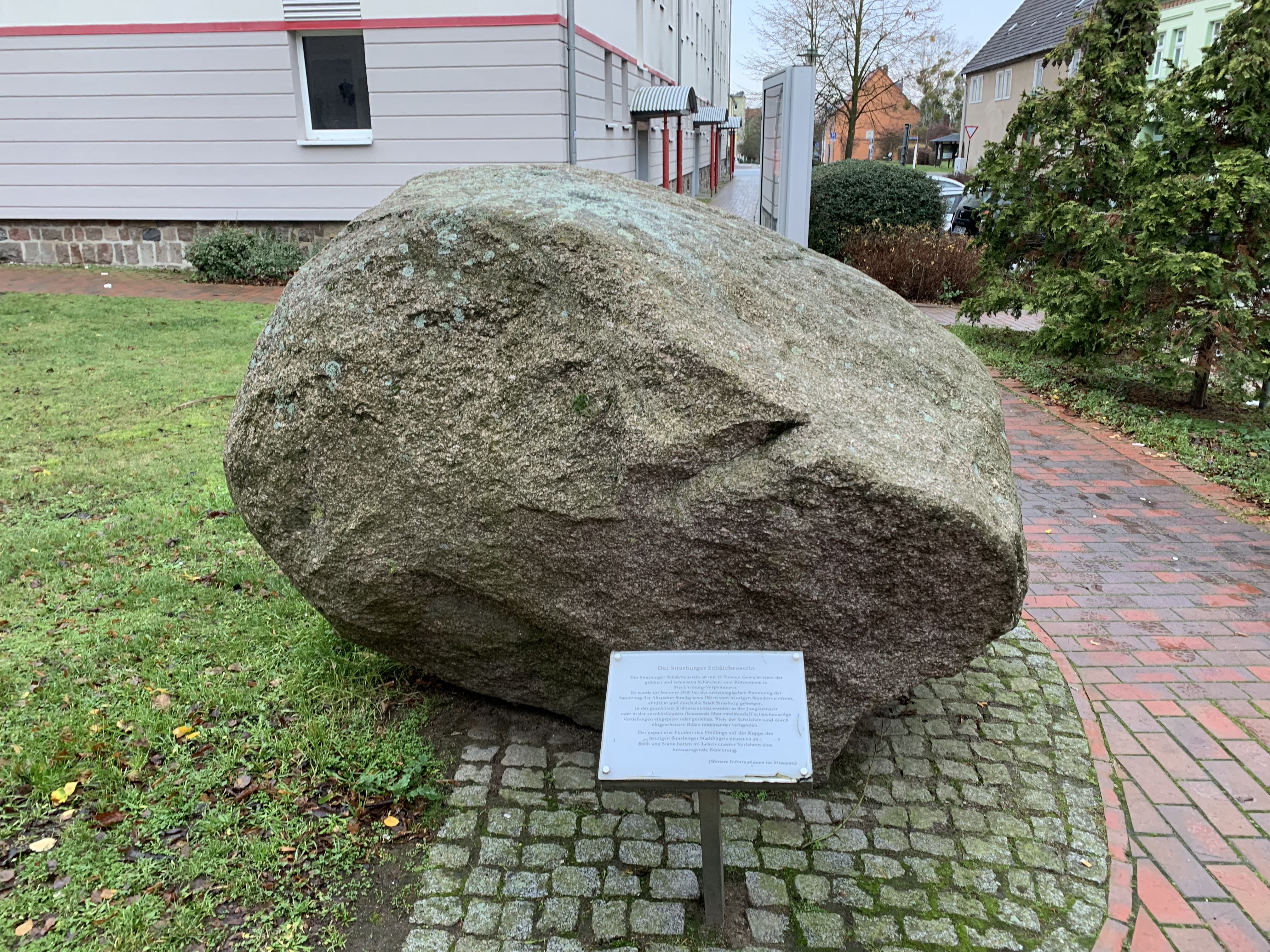
Schälchenstein vor dem Museum

Das Prunkstück des Museums ist eine über 100 Jahre alte, 1,75 m hohe Strohuhr, die vom Schuhmachermeister Otto Wegener aus Strasburg in 15-jähriger Arbeit entstand. Wegener verwendete für den Bau ausschließlich Roggenstroh sowie Haferstroh, um die Zahlen und Zeiger darzustellen. Der Mechanismus verzichtet dabei auf jegliches Metall, Leim oder andere Bindemittel.
Ein weiterer Schwerpunkt der Ausstellung sind neben einer Darstellung des Vereinslebens die Hugenotten. Sie kamen 1691 nach Strasburg und haben das Leben der Stadt wesentlich geprägt. Daneben zeigt das Museum alte Handwerkskunst und legt dabei den Fokus auf das Töpferhandwerk sowie die Schuhmacher. So sind beispielsweise eine Schuhmacherwerkstatt aus der Zeit um 1900 sowie zwei Kachelöfen aus Strasburger Töpfereien zu sehen. Hinzu kommt ein Schulzimmer aus der gleichen Epoche.
Seit Oktober 2010 werden diese Ausstellungen durch eine Kleine Galerie ergänzt. Dort werden Ausschnitte aus dem Leben von Max Schmeling gezeigt, der im Ortsteil Klein Luckow der benachbarten Gemeinde Jatznick geboren wurde. Die Kleine Galerie wird für weitere Ausstellungen genutzt.
Vor dem Museum ist ein Schalenstein zu sehen, der 2000 bei archäologischen Grabungen in der Altstädter Straße entdeckt wurde. Der rund 14 Tonnen schwere Stein weist über 200 schälchenartige Vertiefungen aus, die in der Jungsteinzeit oder der Bronzezeit entstanden.